# Велика Гаївка (Дрогобич)
Вели́ка Гаї́вка — святкова гаївка в Дрогобичі, що відбувається на третій день Великодніх свят. 2012 року встановлено рекорд України за кількістю учасників, що зафіксовано представниками «Книги рекордів України».

## Мета та ідея
Мета ініціативи — відродження давньої традиції святкування гаївок, що символізують прихід весни та пробудження природи, та які після хрещення Русі поступово інтегрувалися у Пасхи обряди. У Дрогобичі було обрано провести святкування на третій день Великодніх свят.
До підготовки долучилися об'єднання «Інше місто», «Пласт», Маркетинг груп «Ромашка», МГО «All-round», громадська організація «Творче об'єднання „Альтер“». Рекламу транслювала радіостанція «Твоє радіо», видавництво «Коло» друкували кольорові буклети, афіші, флаєри. Волонтери малювали фарбою по всьому шляху руху гаївки писанкарські розписи завдовжки близько 3 000 метрів. Придумали слоган свята: «Великий день — Велика Гаївка!»

## 2012
2012 року свято відбулося біля церкви святого Юрія, собору Пресвятої Трійці, Монастиря святих Апостолів Петра і Павла УГКЦ, церкви Андрія Первозванного УАПЦ, костел святого Варфоломія РКЦ, пам'ятників Юрію Дрогобичу, Степану Бандері, Тарасу Шевченку.
Захід розпочався о 15:00. Глядачів навчали танцювати гаївку. Проводилися майстр-класи з іконопису, писанкарства, виготовлення Великодніх листівок та поштівок, бодіарту (нанесення на обличчя святкової та національної символіки). Біля церкви Святого Юрія проводилася виставка робіт учнів художньої школи Дрогобича. Біля церкви Святої Трійці відбувся фестиваль писанок. У парку Бандери проводився майстер-клас «Ляльки-мотанки», а також працювали різні дитячі атракціони. Біля пам'ятника Тараса Шевченка учасники події могли покататися на повітряній кулі.
На святі виступали ансамбль «Верховина», театр-студія «Альтер», гурти «Chery band», «Фліт», «Los Colorados», «КораЛЛі», муніципальний духовий оркестр, молодіжні гурти з Дрогобича, Калуша, Стебника, та шкільні колективи.
Під час вечірнього конверту біля шпихліру, представники «Книги рекордів України» провели перевірку та перерахунок усіх анкет, та зафіксували рекорд України: на Великій Гаївці в Дрогобичі взяло участь одночасно 5 583 учасники.
Після закінчення святкового концерту в небо злетіли «Небесні ліхтарики».

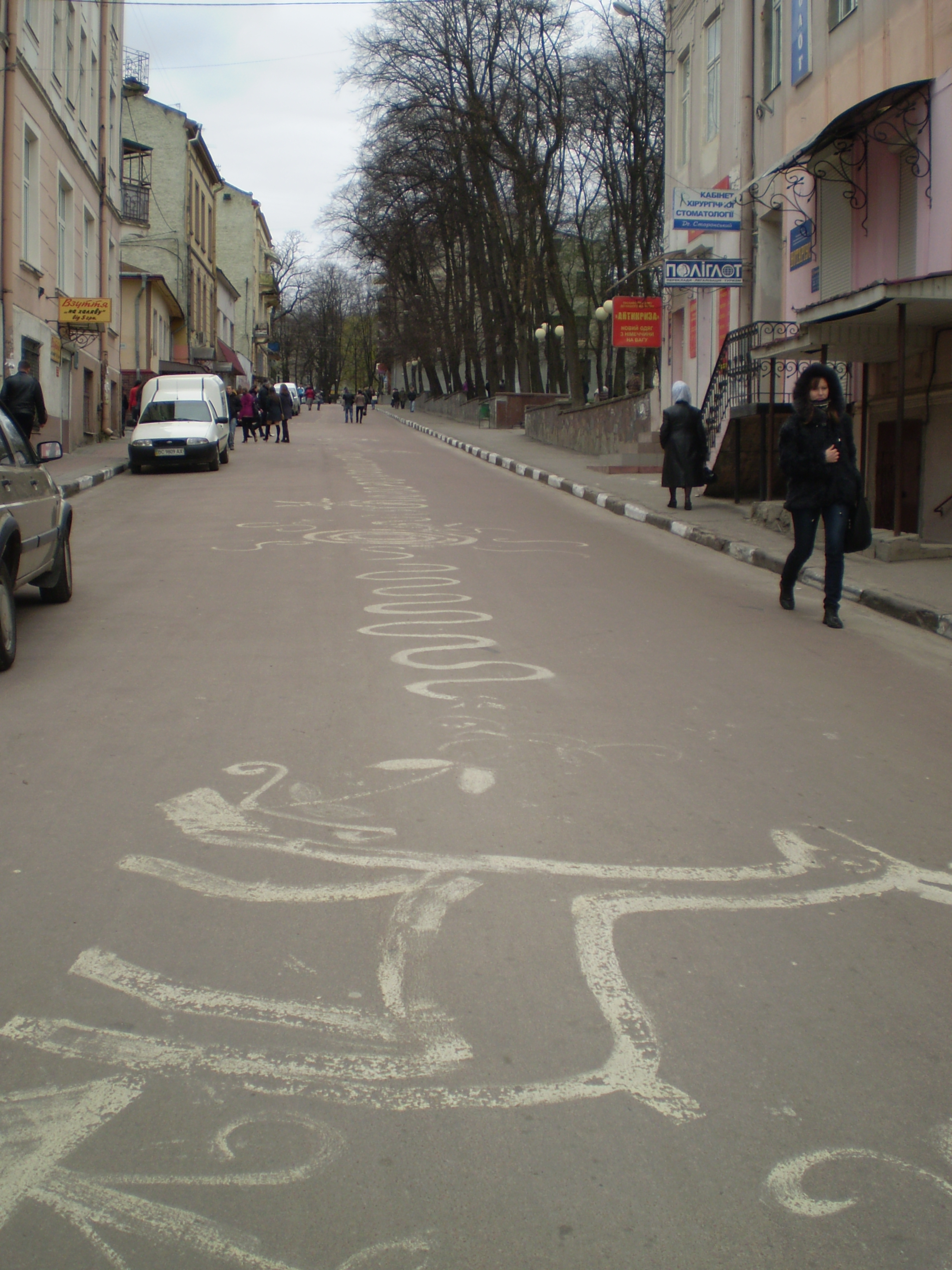
Писанкарські малюнки на вулицях.
Біля церкви Святого Андрія Первозванного.
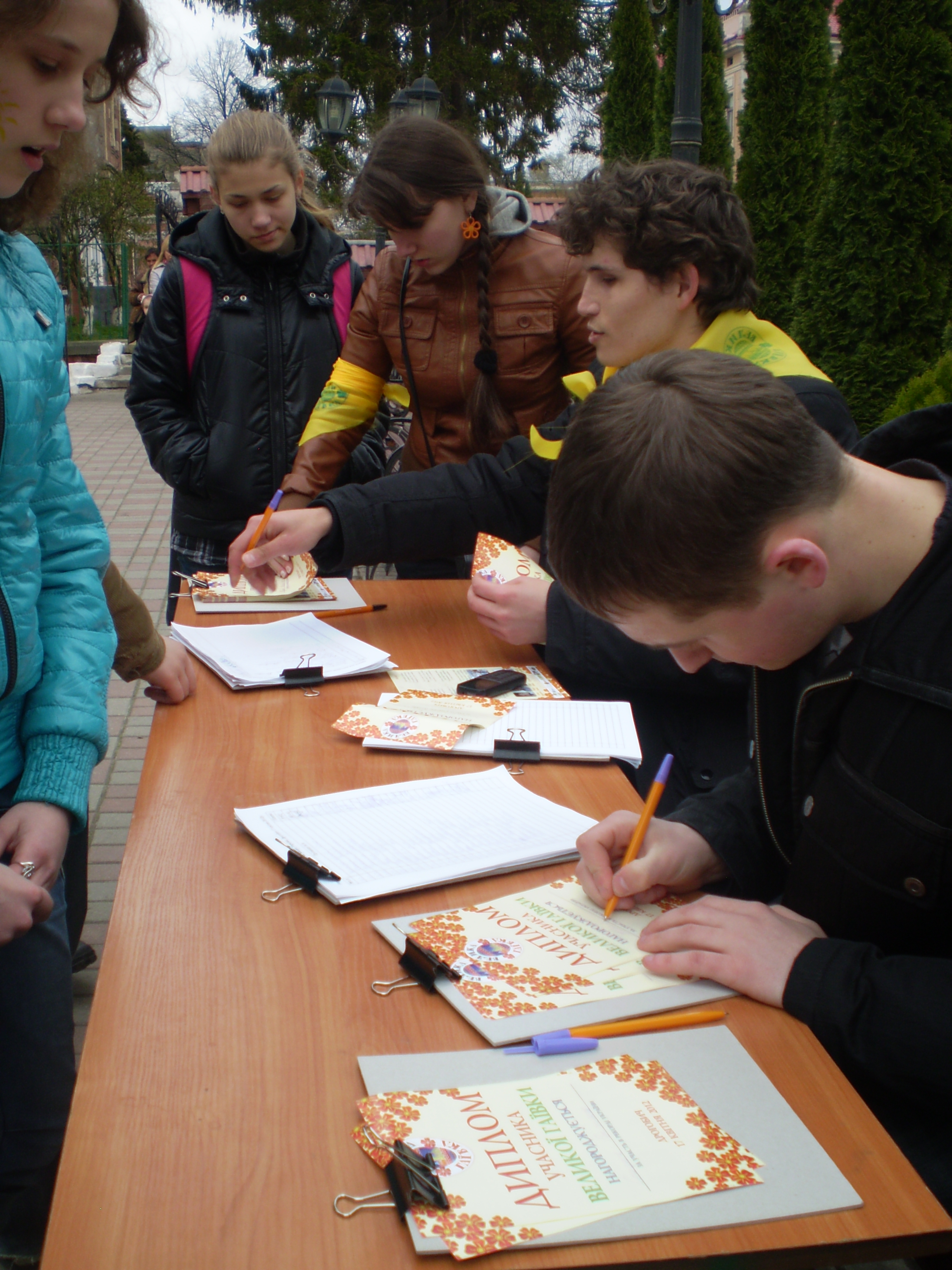
Заповнення анкет та вручення дипломів учасниками.
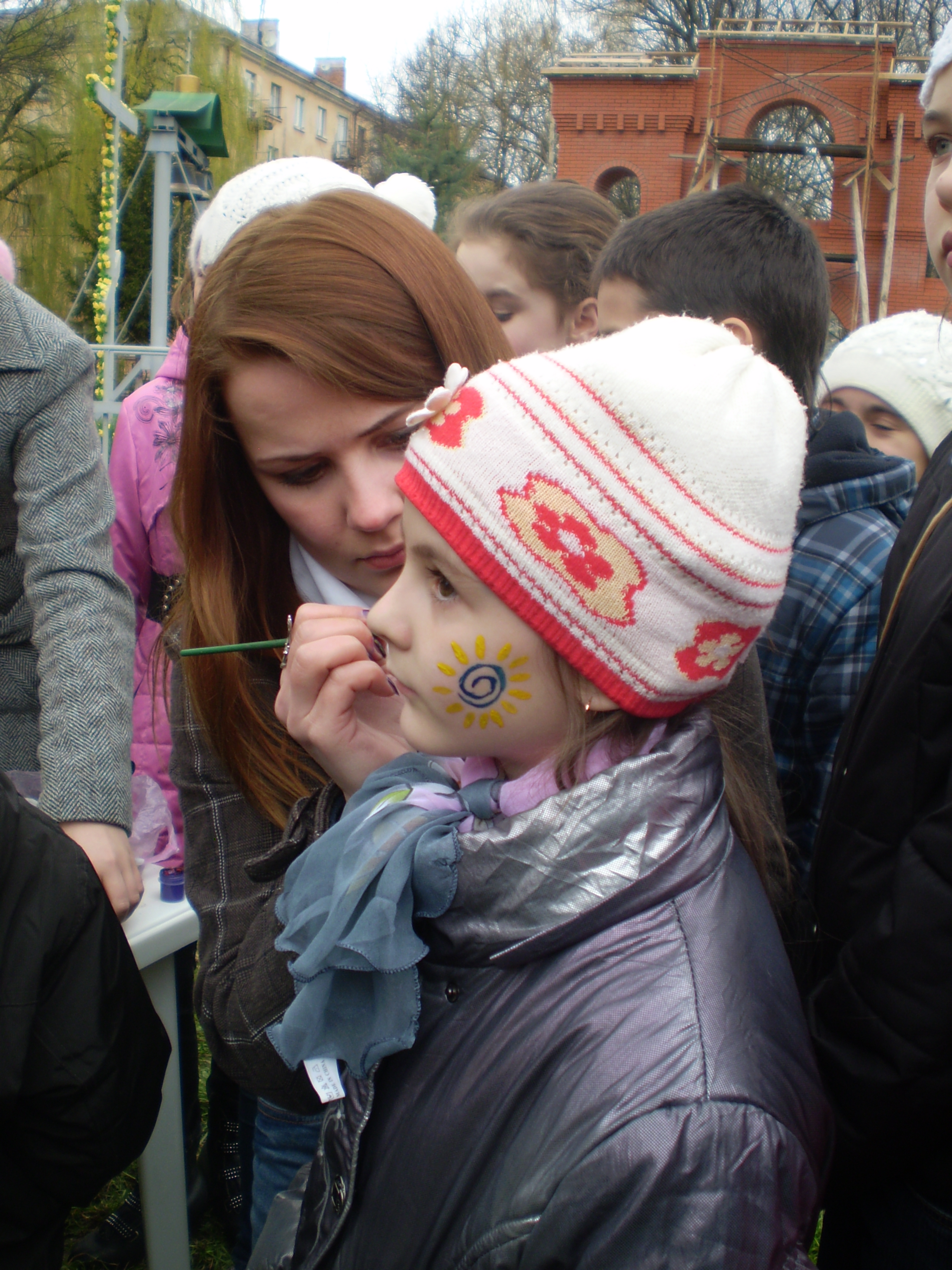
Символічний бодіарт.
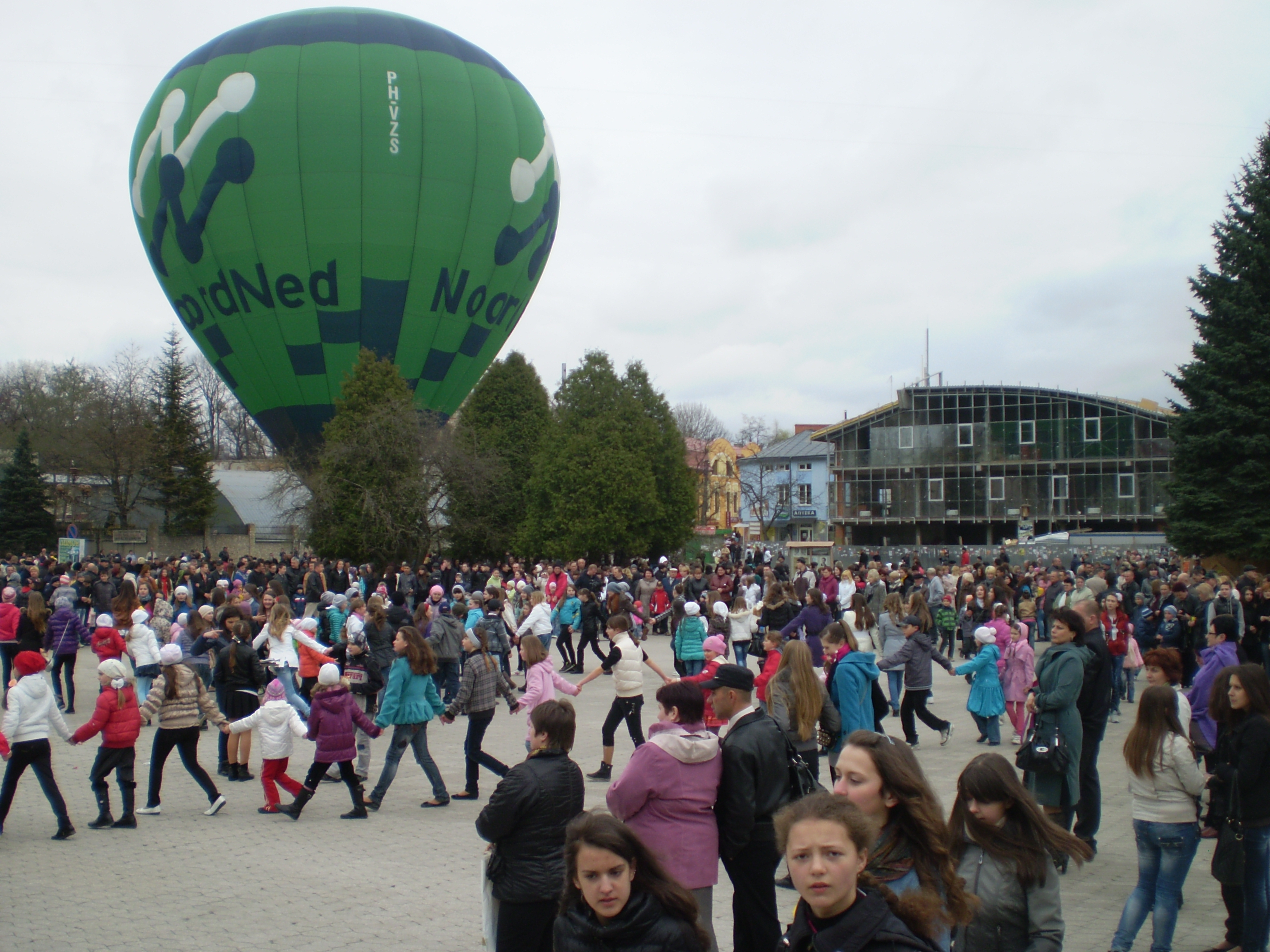
Повітряна куля біля пам'ятника Т. Шевченку.
Дитячий хор при церкві Успіння Пресвятої Богородиці виконує гаївку.
Гаївка на площі біля пам'ятника Т. Шевченку.
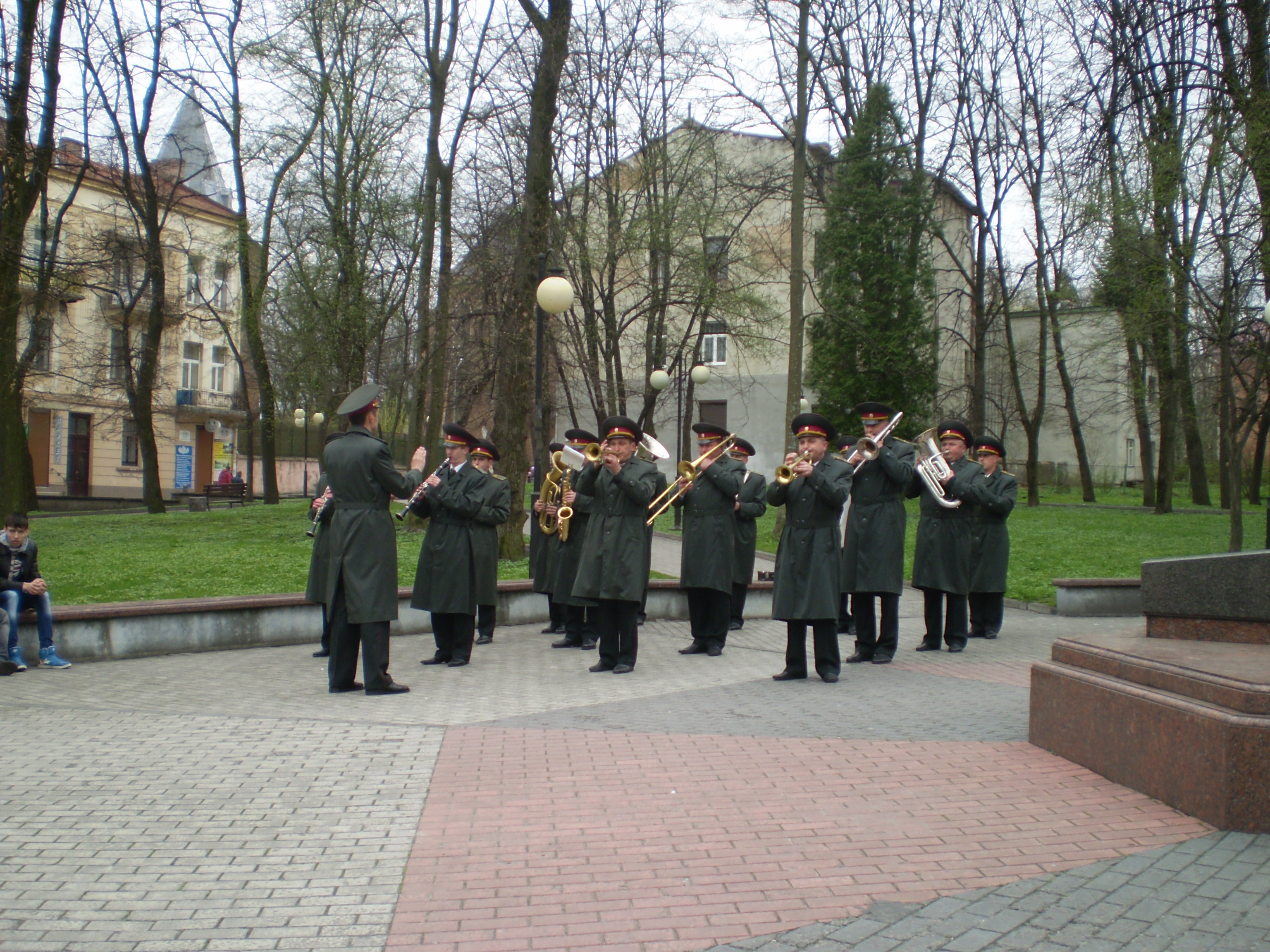
Військовий духовий оркестр в парку ім. С. Бандери.
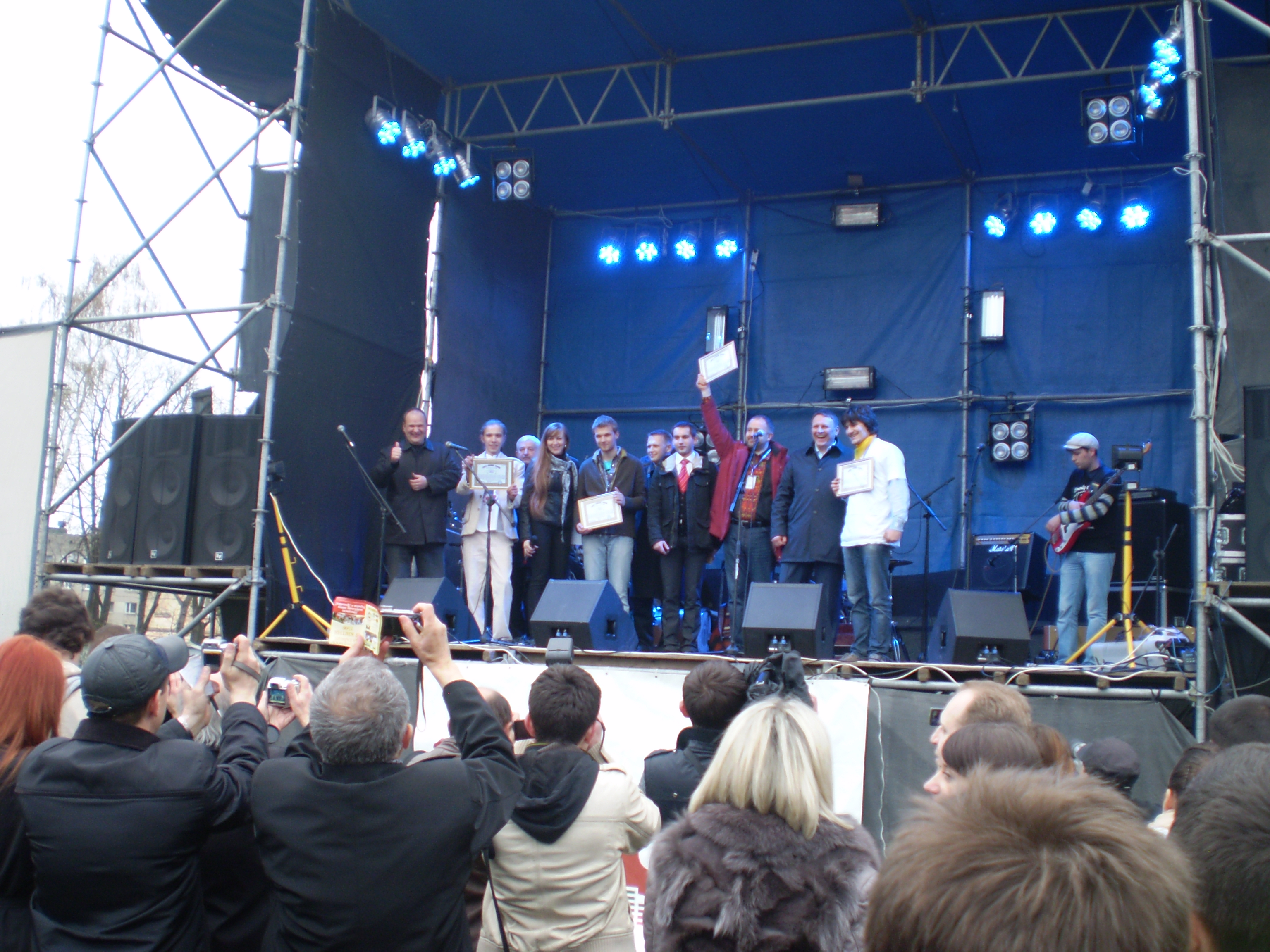
Врачення дипломів організаторам за рекорд України за кількістю учасників.
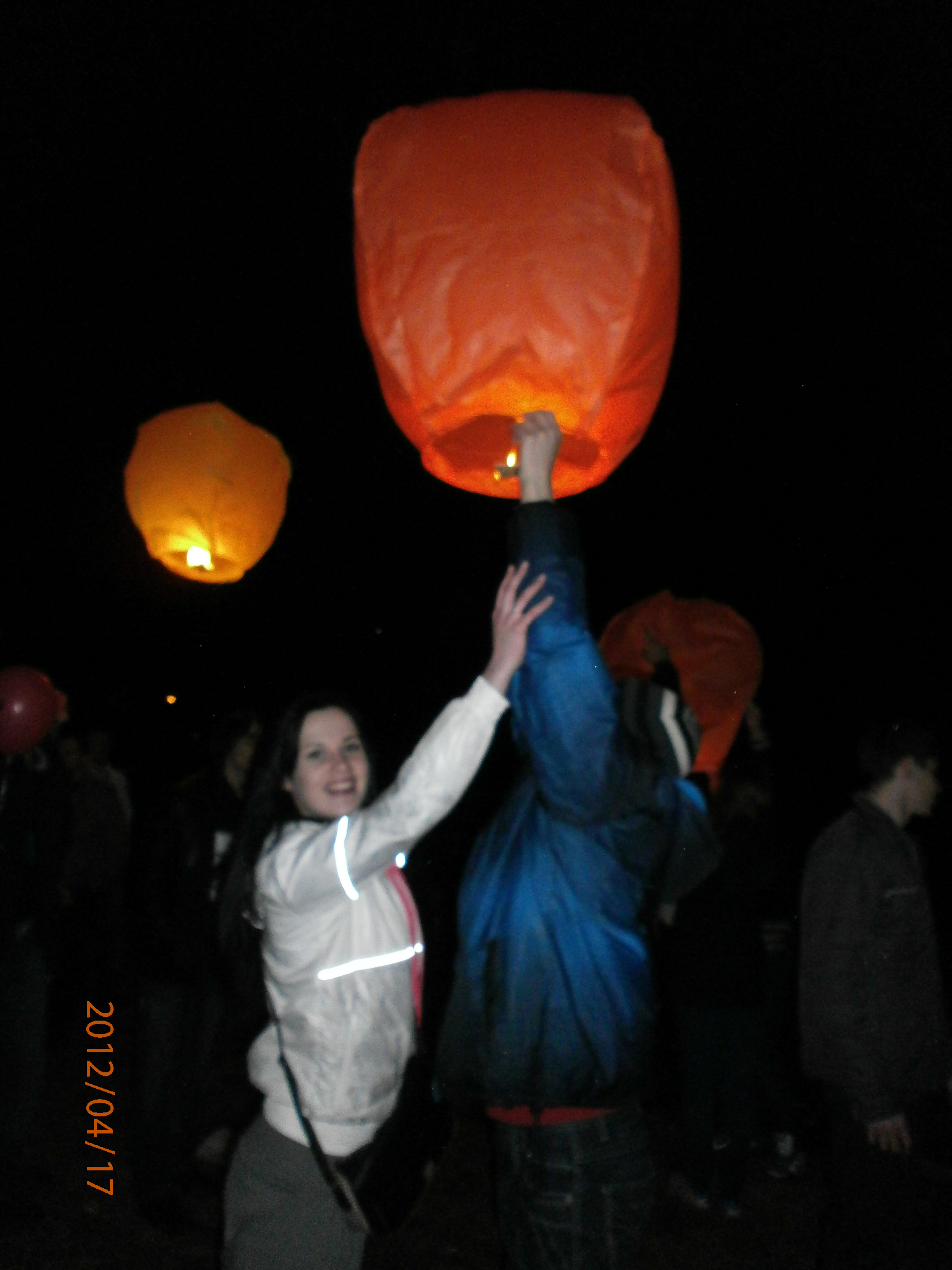
Запуск «Небесних ліхтариків».

## 2013
У вівторок, у третій день Великодніх свят, в Дрогобичі вдруге відбулася Велику Гаївку. Знову напередодні волонтери розмальовували дороги міста писанкарськими символами як і минулий рік. Свято розпочалося о 15:00 біля церкви святого Юра, пам'ятників Тарасові Шевченку, Степанові Бандері, Юрію Дрогобичу, церкви святої Трійці, монастиря святих Петра і Павла. Потім глядачі взялися за руки й дружно «змійкою» рушили до Шпихліру, біля якого закрутили величезний людський безкінечник. На сцені поблизу Шпихліру відбувся святковий концерт. У ньому взяли участь львів'янка, учасниця шоу «Голос країни» Христина Соловій, гурти «Rock—H» з закарпатського Мукачева, «ГИЧ оркестр» зі Львова, «КораЛЛі» з Івано-Франківська.